# Ligne de Budapest à Székesfehérvár
La Ligne de Budapest à Székesfehérvár par Martonvásár ou ligne 30A est une ligne de chemin de fer de Hongrie. Elle relie Budapest à Martonvásár.